# Зачарана 2
Зачарана 2 (енгл. Disenchanted) амерички је играно-анимирани филм из 2022. године, у режији Адама Шанкмана, по сценарију Бриџит Хејлс. Наставак је филма Зачарана из 2007. године. Своје улоге из првог филма понављају: Ејми Адамс, Патрик Демпси, Џејмс Марсден и Идина Мензел, док Габријела Балдачино мења Рејчел Кови (која глуми другу улогу). Глумачкој постави придружили су се: Маја Рудолф, Ивет Никол Браун, Џејма Мејс, Колтон Стјуарт, Оскар Нунез и Грифин Њуман.
Алан Менкен и Стивен Шварц су поновили своје улоге текстописаца, док је Менкен такође потписан и као композитор филма. Адамсова потписује продукцију уз Барија Џозефсона и Барија Зоненфелда, док је Шанкман био задужен за извршну продукцију уз Џо Берн и Сунила Перкаша. 
Премијерно је приказан 16. новембра 2022. године у Лос Анђелесу, док је 18. новембра приказан за Disney+. Добио је помешане рецензије критичара, који га сматрају инфериорнијим у односу на претходника, уз похвале за глуму Адамсове, визуелне ефекте и музику.

## Премиса
Петнаест година након срећног краја, Жизела, Роберт и Морган селе се у нову кућу у предграђу Монровила. Тамошњу заједницу предводи Малвина Монро, која има зле намере према Жизелиној породици. Када се појаве проблеми, Жизела пожели да њихови животи буду попут савршене бајке. Међутим, деси се супротан ефекат, а Жизела покушава да спасе своју породицу и домовину Краљевину Андалазију пре него сат откуца поноћ.

## Улоге
| Глумац              | Улога         |
| ------------------- | ------------- |
| Ејми Адамс          | Жизела        |
| Патрик Демпси       | Роберт Филип  |
| Маја Рудолф         | Малвина Монро |
| Ивет Никол Браун    | Розалин       |
| Џејма Мејс          | Руби          |
| Габријела Балдачино | Морган Филип  |
| Идина Мензел        | Ненси         |
| Џејмс Марсден       | Едвард        |